# Yvonne Tembouret
Yvonne Tembouret, född 4 februari 1901 i Paris, död där 3 maj 1954, var en fransk friidrottare med kastgrenar som huvudgren. Tembouret var en pionjär inom damidrott och blev den förste officielle världsrekordhållare i diskuskastning i september 1923.

## Biografi
Yvonne Tembouret föddes i mellersta Frankrike. Efter att hon börjat med friidrott tävlade hon i diskuskastning och kulstötning men även i höjdhopp samt häcklöpning och kortdistanslöpning. Senare gick hon med i damidrottsföreningen "Fémina Sport" (grundad 1912) i Paris. Hon tävlade för klubben under hela sin aktiva idrottskarriär.
1923 deltog hon i sitt första franska mästerskap (Championnats de France d'Athlétisme – CFA), då tog hon guldmedalj i diskuskastning med 26,55 meter vid tävlingar 15 juli i Bourges. Resultatet var även franskt rekord. Den 23 september 1923 satte hon det första officiella världsrekord i diskuskastning för damer med 27,39 meter vid tävlingar i Paris. Rekordet skulle stå sig till juli 1924.
Vid mästerskapen 14 juli 1924 på Pershingstadion i Paris kom hon på 4.e plats i kulstötning. Även vid mästerskapen 12 juli 1925 på Stade du Métropolitan Club i Colombes hamnade hon utanför medaljplats med en 4.e plats i diskuskastning och en 5.e plats både i höjdhopp och kulstötning.
1928 tog hon bronsmedalj i både på häcklöpning 80 meter och diskuskastning vid tävlingar 15 juli på Porte Dorée i Paris. Resultatet i häcklöpning med 13,4 sek blev även hennes personbästa i grenen.
Vid mästerskapen 29–30 juni 1929 i Saint-Maur-des-Fossés tog hon silvermedalj i häcklöpning 80 meter och slutade på en 5.e plats i höjdhopp.
1930 deltog hon i sitt sista franska mästerskap 3 augusti i Paris då hon tog bronsmedalj i trekamp (då omfattandes löpning 100 m, höjdhopp och spjutkastning) och slutade på en 5.e plats i häcklöpning. Därefter drog hon sig tillbaka från tävlingslivet.